# 전자 회로

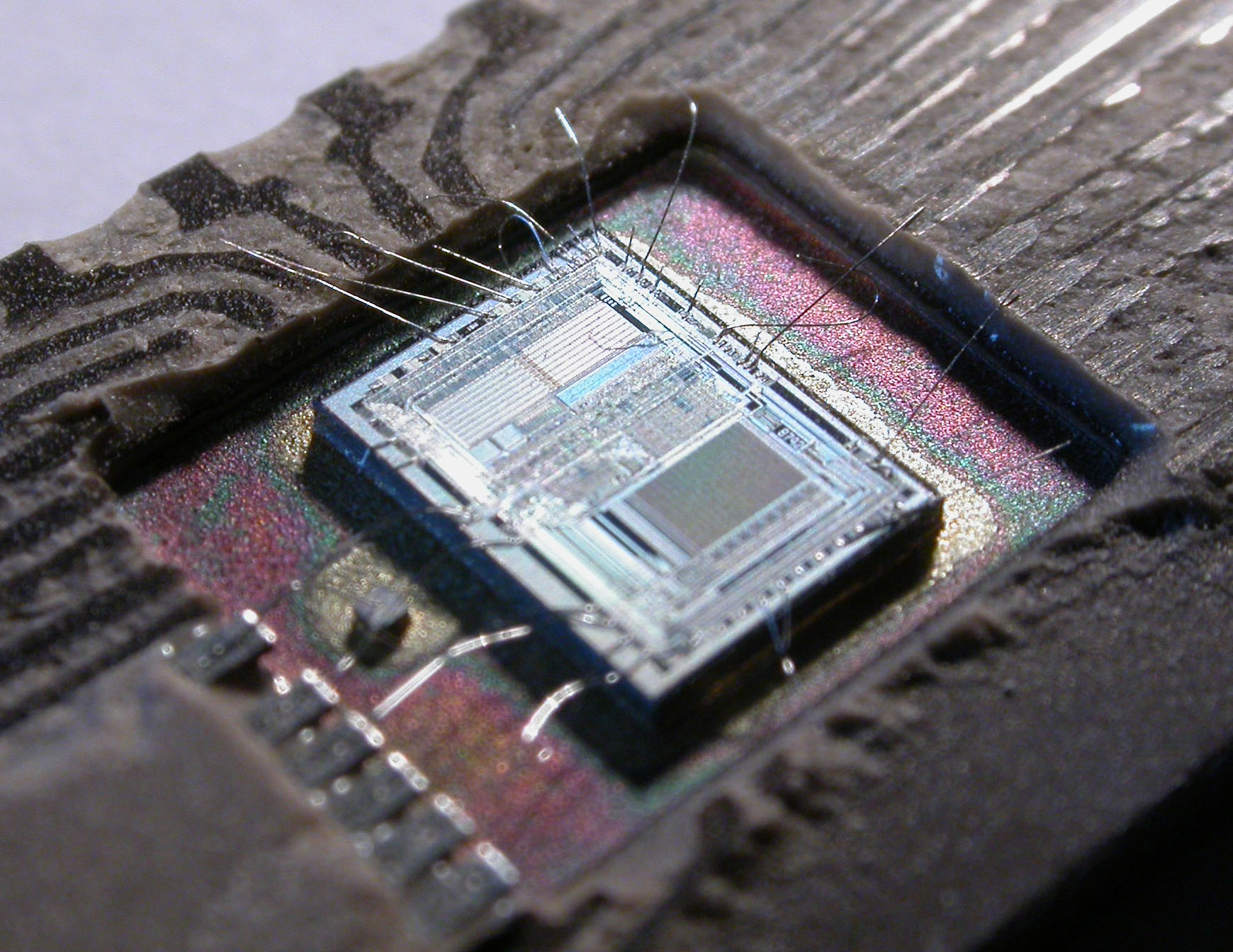
인텔 8742의 다이

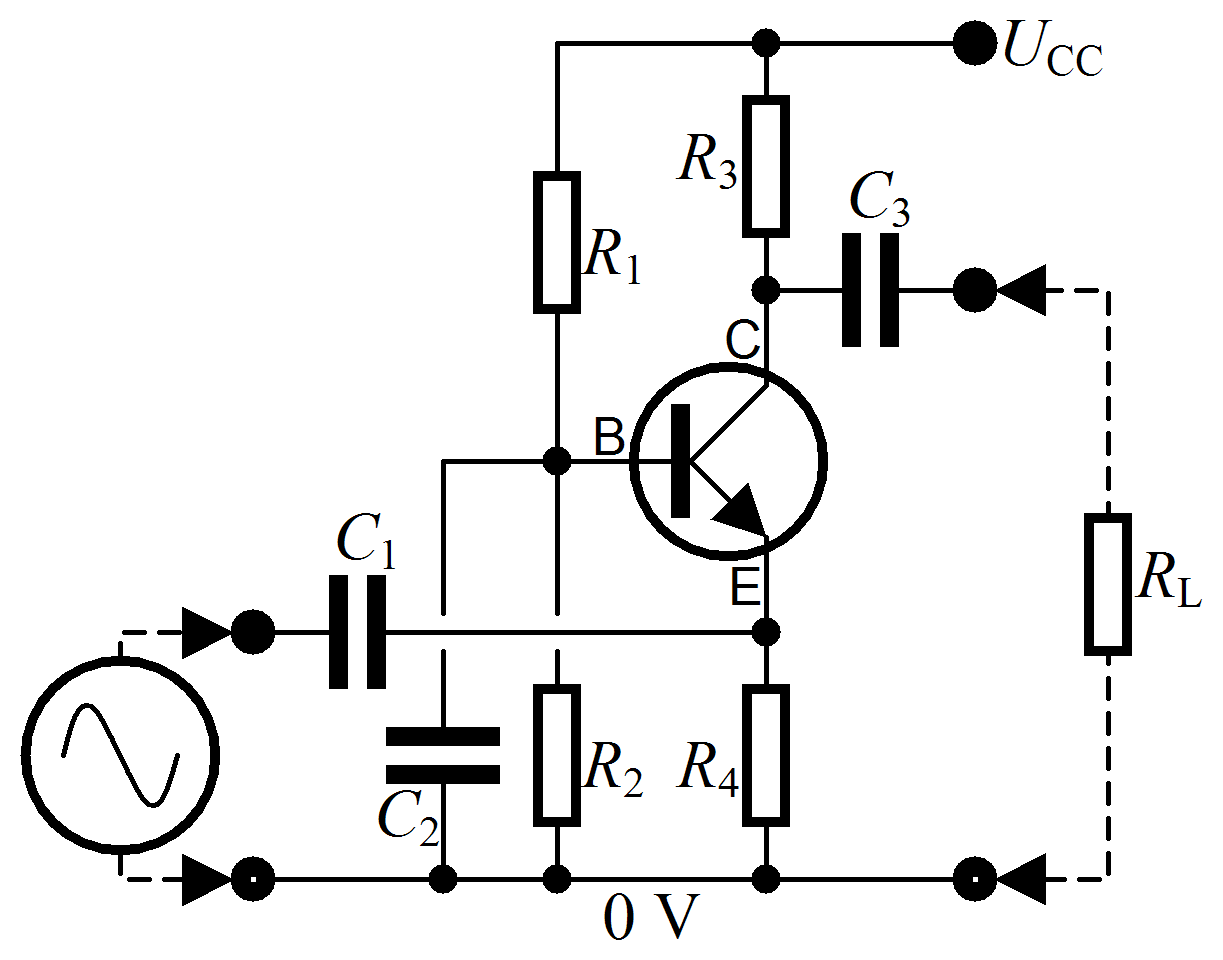
BJT을 사용한 간단한 증폭회로.

전자 회로(電子回路, 영어: electronic circuit)는 다이오드, 저항기, 유도자, 콘덴서, 트랜지스터와 같은 개별적인 전자 부품들(electronic components)로 구성된 전기회로이다.
전자공학에서 주로 능동소자를 활용한 회로로 해석하지만 능동소자만으로 회로 구성을 할 수 없으므로 수동소자를 같이 사용한다. 연산 증폭기는 능동소자로 구성된 회로이므로 전자 회로이며, 이의 해석을 한다. 수동소자만으로 구성된 회로는 회로 이론(영어: network analysis)에서 해석하고, 전자 회로와는 구별된다.
능동소자는 이론적 측면에서는 소자자체로는 해석이 불가능하므로 수동소자와 전압 소스 그리고 전류소스로 모델링하여 변환 후, 회로 이론으로 해석한다. 증폭기 등, 주파수에 의해서 저주파와 고주파로 나누어 모델링하고 해석하는 경우도 있다.
증폭기를 설계하는 경우가 많으므로 이의 회로와 해석을 기본으로 한다. 단순 신호를 증폭하는 단순 증폭기, 필터회로 등과 결합한 복합 회로도 가능하다. 그리고 각종 신호 발생기 등의 응용 분야도 있다. 통신회로에 사용하는 필터와 같은 응용 분야 등도 전자회로를 사용한다.
논리 회로 분야는 논리 회로(디지털 회로), 아날로그-디지털 변환회로, 디지털-아날로그 변환회로로 나눌 수 있다. 이것은 주로 능동소자의 스위칭 기능을 활용 한다.
증폭기나 응용분야에서 주파수에 의해서 저주파 회로, 고주파 회로로 나누는 경우도 있다. 초고주파 응용 분야에선 Si 소자를 벗어나 다른 소재의 반도체를 사용하기도 한다.

## 구성 요소
신호 처리를 위해 능동소자가 주로 취급하고 이와 수동소자(저항기, 코일, 축전기)가 결합하여 회로를 구성 한다.

### 능동소자
증폭, 정류같은 능동 동작이 가능한 반도체 공학 소자
- 다이오드, 트랜지스터(BJT, FET), 사이리스터
- 집적회로

### 기타
- 전자관
- 센서
- 액츄에이터

## 회로 해석
회로 해석에서 능동소자는 수동소자와 전압 · 전류 소스로 모델링 한다. 이 모델링 변환을 통해 회로 이론을 사용하여 해석을 통해 입력에 의한 출력을 알 수 있다.

증폭기 등에서 해석해야 할 내용 :

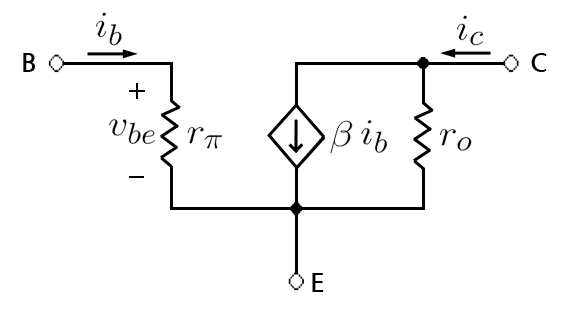
(그림 1) 저주파수 BJT hybrid-pi 모델.

- 증폭도(gain) : 주로 선형회로로 간주하고 해석한다.
- 소자의 입력 임피던스
- 소자의 출력 임피던스
- 주파수 특성을 알기 위해 보데선도(Bode plot) 해석

능동소자는 주파수 특성을 알기 위해 저주파용과 고주파용의 모델링으로 나뉜다. 주로 C의 성분이 적어서 고주파에서 추가 된다.

### 해석 방법

#### 접합형 트랜지스터와전계효과 트랜지스터를 활용한 증폭기
BJT나 FET을 활용해서 증폭기를 만들 경우, 전류 방향이 한쪽으로만 흐르기 때문에 AC 성분을 증폭하려면 음전압 부분을 없애기 위해 바이어스를 통해 해결해야 한다. 따라서 이것은
```
 DC소스 + AC소스 신호
```

의 결합 형태로 해석 하면 된다.
전원이 2개라고 생각하면 각각의 소스로 해석하는 중첩 원리로 해석하면 된다. 보통 DC 전압이 높고, 신호로 입력되는 전압 폭이 작기 때문에 소신호라는 용어를 사용한다.

##### DC 해석 (동작점, Q-point)
DC을 넣는 방법은 R을 사용한다. 전체 전원에 디바이더를 사용하여 동작점(Q-point) 전압을 얻는다. 이것을 신호와 분리하기 위해 C을 앞에 넣어 분리 한다. 따라서 C을 사용하여 AC 전원을 분리 한다. 즉, 회로에서 제거하고 해석한다.

##### 소신호 해석
중첩의 원리에 따라 DC을 제거하기 0V로 놓으면 된다. C는 short로 연결하면 된다. 이렇게 하고 소신호모델을 적용해서 회로 이론으로 해석한다.

#### 연산 증폭기
연산 증폭기의 해석은 연산 증폭기의 입력의 특성을 이용한다.
- 입력 단자 {\displaystyle v_{+}}와 {\displaystyle v_{-}} 전압이 같다.
- 입력 단자 {\displaystyle v_{+}}와 {\displaystyle v_{-}} 전류는 0이다.

이 개념을 적용하여 회로 이론을 적용해 해석한다. 위 조건을 사용하여, KCL을 적용하여 수식을 전계하여 증폭도등을 얻을 수 있다. 기타 C성분이 추가되는 필터회로의 경우 주파수 특성해석까지 추가되어 해석한다. 주파수 특성을 쉽게 파악하기 위해 보데선도를 이용한다.

## 같이 보기
- 전기 회로, 회로 이론
- 자기 회로
- 전자공학, 반도체공학, 전기공학
- 제어공학, 전기계측 공학
- 전자공학 용어 목록
- 선형 회로
- 논리 회로

노이즈
- 저항의 양자 노이즈
- 저항의 열 노이즈
- 화이트 노이즈
- 칼라 노이즈